# Verbascum kerneri
Verbascum kerneri är en flenörtsväxtart som beskrevs av Karl Fritsch. Verbascum kerneri ingår i släktet kungsljus, och familjen flenörtsväxter. Inga underarter finns listade i Catalogue of Life.